# Roger Tallroth (brottare)
Roger Tallroth, född 28 september 1960 i Heby, är en svensk före detta brottare, som blev olympisk silvermedaljör i grekisk-romersk stil 74 kg i Los Angeles 1984. Det var hans främsta merit tillsammans med EM-guldet på hemmaplan i Jönköping samma år. Publiken jublade så att taket häll på att lyfta. när Tallroth besegrade bulgaren Velitsjkov.
Tallroth tog också två EM-silver, 1982 och 1986. 
Han kom fram som ett brottnings underbarn redan som 16-åring. Tre år senare startade karriären på allvar med en bronsmedalj vid junior-VM i Haparanda.1979. Årets efter blev det en sjätteplats i JVM. Tallroth VM-debuterade bland seniorerna 1981 med en fjärde plats. Brottningens konstiga regler på den tiden gjorde att det inte blev final. Tallroth slog en polack överlägset med 5-0. Men hade han släppt en poäng till 5-1 hade han varit i final och en garanterad silvermedalj.
1983 blev Tallroth femma i VM. 1984 vara hans klart bästa år. Därefter blev det alltså bara en internationell medalj till, silver på EM 1986. 1985 blev hans femma på EM och 1987 fyra. Han avslutade karriären vid OS i Söul 1988 och en sjunde plats. 
Han jobbar numera som heltidsbrandman i Hässleholm.
Han är far till brottaren Zakarias Tallroth.